# Edward Domaniewski
Edward Domaniewski (ur. 1830, zm. 2 lipca 1883 w Wiedniu) – polski malarz, uczeń Juliusza Kossaka, znany z wystawionych na retrospektywnej wystawie we Lwowie w roku 1894 akwareli "Sanki zaprzężone czwórką" i rysunku sepiowego "Jarmark koński w Tulczynie".